# Castello di Rivalta (Gazzola)
Das Castello di Rivalta ist ein imposanter, mittelalterlicher Festungskomplex in Rivalta, einem Ortsteil der Gemeinde Gazzola in der italienischen Emilia-Romagna.
Die Niederungsburg an einer steilen Böschung („Ripa alta“) über dem Ufer des Flusses Trebbia hat nur einen wenig erhöhten Standort, der aber einen weiten Panoramablick über das Ufergebiet bietet, das an dieser Stelle sehr breit ist, ebenso wie über das umliegende Land. Das Castello di Rivalta kontrollierte zusammen mit den Burgen von Statto und denen von Montechiaro und Rivergaro auf dem gegenüberliegenden Ufer der Trebbia an den Hängen der ersten Hügel des ligurischen Apennins, wo der Fluss, der im Süden von Bergen eingerahmt ist, in die Poebene hinausfließt, den Zugang zum Val Trebbia auf dem „Caminus Genue“, einer einst bedeutenden Verbindungsstraße mit dem Gebiet um Genua und daher mit dem Meer.
Die Burg ist Teil der Associazione dei Castelli del Ducato di Parma, Piacenza e Pontremoli.

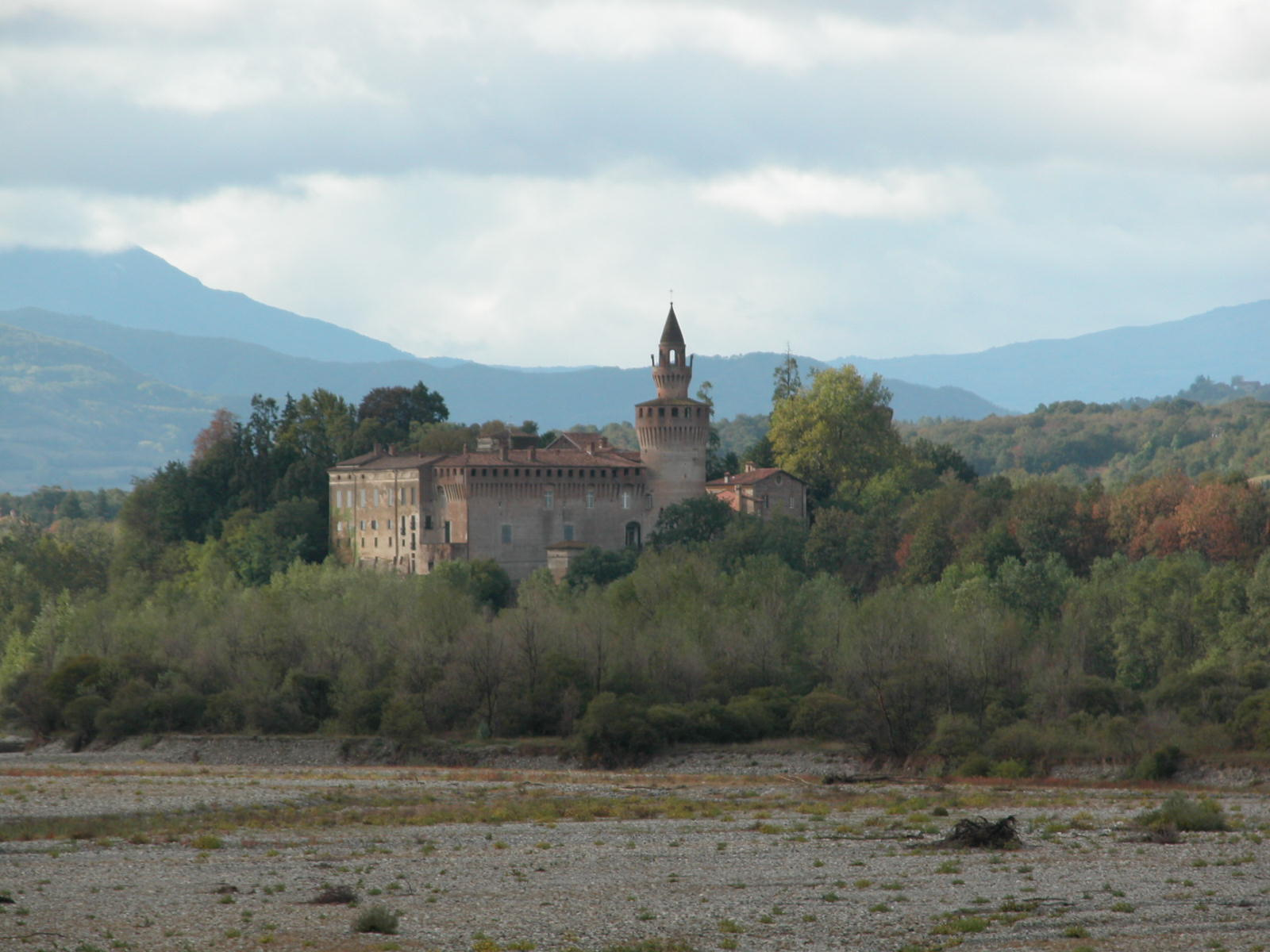
Castello di Rivalta von der Trebbia aus

## Geschichte
In der Gegend von Rivalta gab es vermutlich bereits in altrömischer Zeit einen Beobachtungsturm oder ein kleines, befestigtes Heerlager. In der Nähe wurde im Jahre 218 v. Chr. die Schlacht an der Trebia geschlagen, in der die karthagischen Truppen von Hannibal die römischen Truppen unter der Führung des Consuls Tiberius Sempronius Longus schlugen.
Das erste schriftliche Zeugnis über die Burg ist eine Kaufurkunde aus dem Jahre 1025. 1048 stiftete sie der Kaiser dem Kloster San Savino in Piacenza. Im 12. Jahrhundert befand sie sich unter der Rechtsprechung der Malaspinas, die die Gebiete der Lunigiana bis zum Stafforatal dominierten.
1255 ordnete Oberto Pallavicino, ghibellinischer Podestà von Piacenza, die Zerstörung dieser und anderer Garnisonen der Malaspinas, da diese mit der gegnerischen Fraktion verbündet waren. Im ersten Jahrzehnt des 14. Jahrhunderts gaben die Ripaltas die Burg an Obizzo Landi ab, dessen Familie sie in den folgenden Jahrhunderten behielt. 1322 wurde die Burg von den Truppen von Galeazzo I. Visconti bis auf die Grundmauern niedergebrannt; letzterer war anfänglich mit der Familie Landi verbündet, verliebte sich dann aber vermutlich in Bianchina, die Gattin von Obizzo Landi.
Nach dem Tod von Obizzo Landi stritten zwei seiner drei Söhne um die Burg, Pietro und Galvano. Aus dieser geschichtlichen Tatsache entstand die Sage, dass der Geist von Pietro in der Burg umgehe, wenn dort einer der Nachfahren Galvanos weile.
1412 bestätigte der Herzog von Mailand, Filippo Maria Visconti, der Familie Landi das Lehen Rivalta und verlieh Manfredo Landi den Grafentitel. Wenige Jahre später nahm derselbe Filippo Maria Visconti den Landis die Burg ab, da man sie verdächtigte, an einer Rebellion gegen die Viscontis teilgenommen zu haben. Die Burg gewährte der Herzog Niccolò Piccinino, der die Macht darüber wenige Jahre lang behielt, bevor Manfredo Landi sie zurückerobern konnte.
Zwischen dem 15. und dem 18. Jahrhundert wurde die Burg, eingeleitet durch Manfredo Landi, grundlegenden Umbauten unterzogen, die das Gebäude an die neuen militärischen Bedürfnisse anpassten, die durch die Einführung der Artillerie entstanden waren. Die Arbeiten beaufsichtigte der Architekt Pietro Antonio Solari, von dem man weiß, dass er sich später, als er nach Russland zog, auch mit einigen Arbeiten am Kreml beschäftigte.
1636 wurde die Burg von einem spanischen Kontingent belagert, das aus 6000 Soldaten unter dem Kommando des Generals Gil de Has bestand.
Später wurden an dem Gebäude weitere Arbeiten durchgeführt, bei denen diesmal die Burg in eine Adelsresidenz umgebaut wurde: Man baute einen weiteren Baukörper mit einem Innenhof, versehen mit einer Vorhalle und einer Loggia, an. Im Laufe des 18. Jahrhunderts wurde der Innenhof endgültig umgebaut, indem man die Reihenfolge der Fenster abänderte.
In diesem Jahrhundert wurde die Burg zweimal geplündert: 1746 von österreichischen Soldaten unter der Führung von General Johann Leopold Bärnklau und 1799 von französischen Soldaten unter dem Kommando von General Jacques MacDonald.
1808 starb der Familienzweig der Landis, Grafen von Rivalta und Markgrafen von Gambaro, aus. Die Burg fiel so an den Familienzweig der Landis, Grafen von Caselle und Markgrafen von Chiavenna. In den letzten Jahren des 19. Jahrhunderts kaufte sie der Graf Carlo Zanardi Landi di Veano und nach dessen Tod verblieb sie in Händen seiner Erben. In der zweiten Hälfte des 20. Jahrhunderts wurden die Burg und die Siedlung, wo die Familie Zanardi Landi wohnte, Restaurierungsarbeiten unterzogen, die mit dem Wiedererhalt der mittelalterlichen Strukturen endeten.

## Beschreibung
Der befestigte Komplex von Rivalta besteht aus der eigentlichen Burg und einer mittelalterlichen, befestigten Siedlung, deren Teile aus dem 13. bis 17. Jahrhundert stammen.

### Die Siedlung

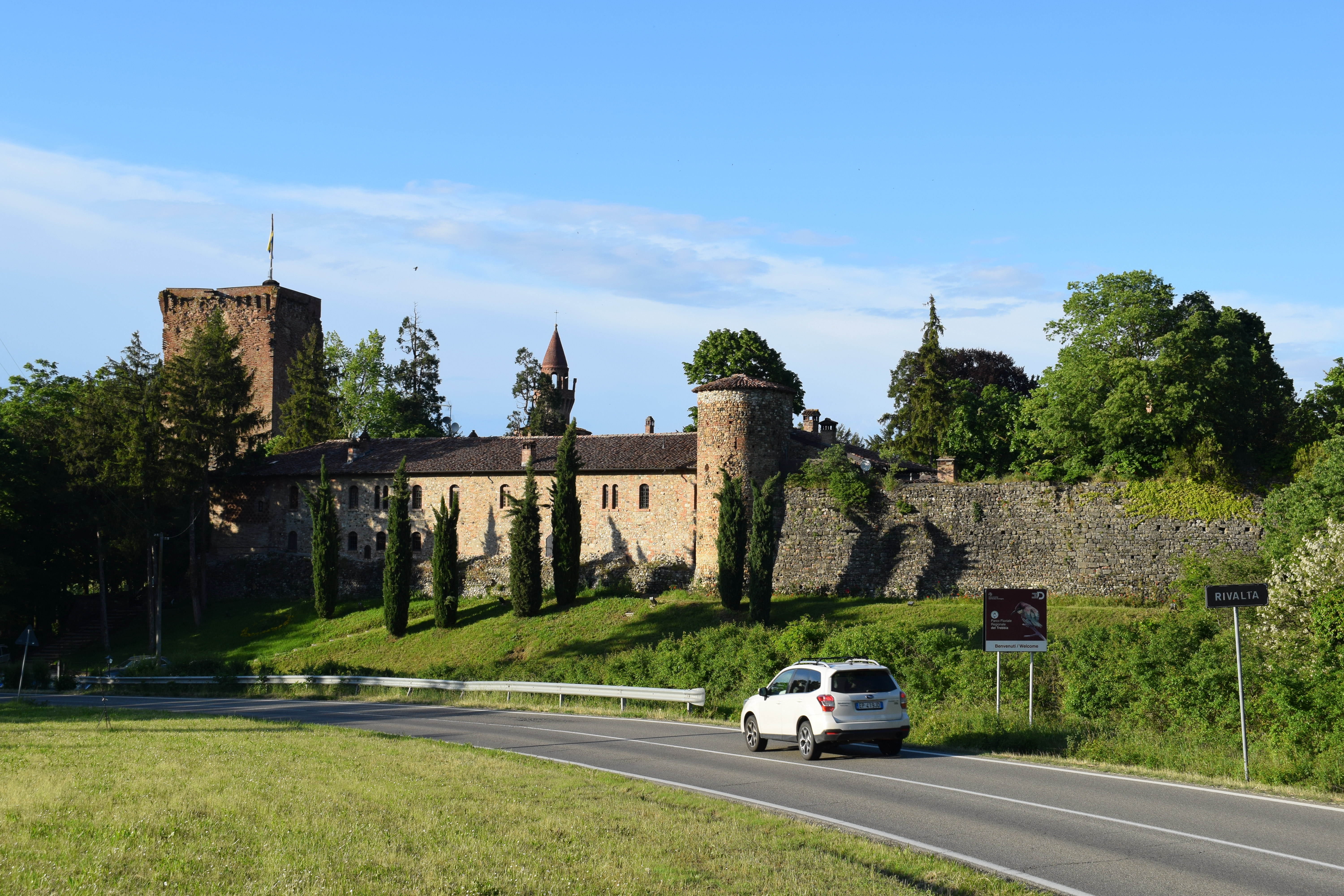
Die Mauer der Siedlung mit dem Südturm

Außerhalb der Siedlung befindet sich das Oratorium der Madonna del Ponte, ein religiöses Gebäude mit achteckigem Grundriss, das man durch den Umbau eines mittelalterlichen Turms erhielt, der ursprünglich Teil der Zugbrücke war, die den Zugang zur Siedlung vermittelte. Von dieser Zugbrücke ist heute nichts mehr erhalten, mit Ausnahme dieses Turms, der in ein Oratorium umgebaut wurde.
Den Eingang zur Siedlung vermittelt ein Spitzbogen, über dem sich der Donjon mit quadratischem Grundriss 36 Meter hoch erhebt, der aus Mauerziegeln und Flusskieseln errichtet wurde und ursprünglich der Hauptturm des Komplexes war; später diente er als Aussichtsturm und darüber hinaus als Wohnturm. Dieser Turm, der als einer der wenigen mittelalterlichen Bauten des gesamten Komplexes noch zu sehen ist, zeigt deutliche Spuren der Beschädigung durch Kanonenkugeln, die den verschiedenen Belagerungen geschuldet sind, denen die Burg unterzogen wurde. Die Wehrmauer der Siedlung enthält einen halbrunden Turm auf der Südseite des Komplexes, ein Türmchen an der Nordostecke und einen hohen Damm zur Verteidigung der Festung am Flussufer entlang.

### Die Burg

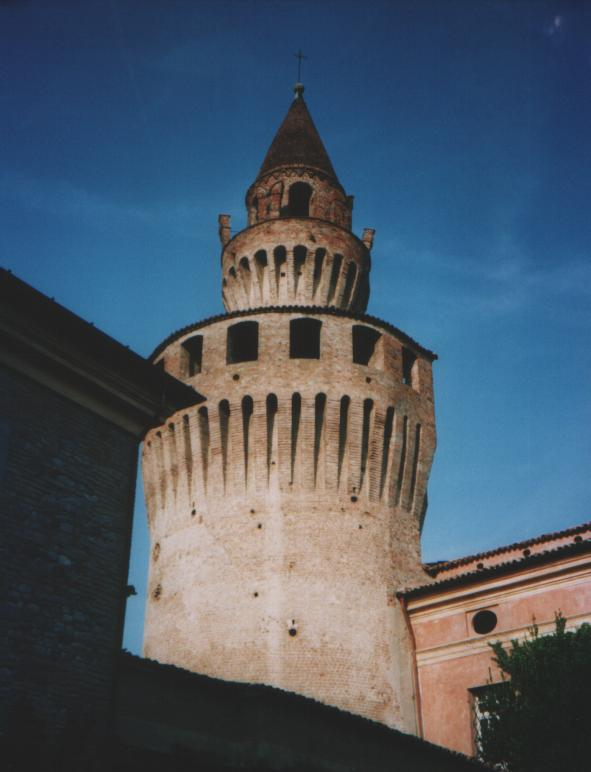
Der Turm

Die Burg hat einen rechteckigen Grundriss mit einem Innenhof, der von einer doppelreihigen Loggia umgeben ist. In einer Ecke steht der zylindrische Turm, der vermutlich wenig vor dem Beginn des 18. Jahrhunderts errichtet wurde; er wird von einem „Torresino“ besonderer Machart, der sich über dem Turm selbst erhebt und aus einer Plattform mit Konsolen und Zinnen besteht. Das Türmchen gilt als charakteristisches Element des Komplexes, da es sich von anderen Türmen in der Provinz Piacenza vollkommen unterscheidet. Ähnliche Elemente kann man dagegen öfters in der Lombardei finden. In der Nähe der Spitze gibt es einen zugänglichen Wehrgang, von dem aus man einen Panoramablick über die anschließenden Ländereien und den Park der Burg hat.
Der Innenhof ist mit Terrakottafriesen, Kapitellen, Gesimsen und Medaillons, ebenfalls in Terrakotta, dekoriert, die der Architekt Antonio da Lugano und Antonio da Pavia schufen. Diese Verzierungen tragen in ihrem Inneren Porträts einiger Familienmitglieder der Landis und die Symbole bedeutender Adelsfamilien, die mit den Landis verwandtschaftlich verbunden waren.
Die Form der Fassade entstand bei den Arbeiten, die im 18. Jahrhundert durchgeführt wurden, und zeigen klassizistische Elemente, wie dreieckige Tympana. Darauf steht geschrieben „Svevo sanguine laeta“, um die enge verwandtschaftliche Beziehung der Landis mit der schwäbischen Königsfamilie und der der Römisch-deutschen Kaiser im 13. Jahrhundert anzuzeigen. Ebenfalls aus dem 18. Jahrhundert stammt die Treppe, die ins erste Obergeschoss führt.
Im Inneren der Burg stechen der 25 Meter lange Ehrensalon, der im Laufe des 15. Jahrhunderts entstand und mit einem großen, offenen Kamin versehen ist,  eine Kapelle mit barocken Verzierungen und die Bibliothek heraus, die eine Reihe von Gravuren enthält, die einige bekannte italienische und europäische Maler zeigen. In den Innenräumen ist auch eine Dauerausstellung von Militäruniformen untergebracht, in der u. a. zwei Banner ausgestellt sind, die ursprünglich an den Masten von an der Seeschlacht von Lepanto beteiligten Schiffen angebracht waren und die Wappen der Scotti di Sarmato tragen, die an der Auseinandersetzung zur Unterstützung des Herzogs Alessandro Farnese teilnahmen. Ebenfalls befindet sich das Pfarreimuseum dort.

### Die Martinskirche
Es handelt sich um einen Bau aus dem 15. Jahrhundert, der auf einem früheren Sakralgebäude errichtet wurde, von dem man bei Ausgrabungen im Bereich der Apsis des Gebäudes noch einige Reste gefunden hat und das erstmalig 1037 urkundlich erwähnt wurde, als es dem Kloster San Savino in Piacenza gestiftet wurde.
Vor dem Gebäude im romanisch-lombardischen Stil gegenüber dem Platz der Siedlung erhöhter, geweihter Bereich, in den man über eine Sandsteintreppe gelangt. Die Kirche hat eine Giebelfassade und an den Ecken Lisenen aus Stein, die über die gesamte Höhe verlaufen. Der Sakralbau hat einen einschiffigen Basilikagrundriss mit Fachwerkdecke aus drei Jochen, die voneinander durch Spitzbögen getrennt sind. Auf jeder Seite gibt es drei Votivkapellen, die sich durch Rundbögen zum Kirchenschiff hin öffnen. In der Kirche gibt es auch Verzierungen in Terrakotta und Gemälde des Malers ‚‚Ferrante di Bologna‘‘ aus dem 17. Jahrhundert.

### Der Park
Der Park, der während der Erweiterungsarbeiten im 18. Jahrhundert angelegt wurde, umschließt die Burg und trennt sie vom Rest der Siedlung. Dort stehen auch hundertjährige Bäume.